# Carbon diselenide
Cacbon điselenide là một hợp chất vô cơ với thành phần chính gồm có 2 nguyên tố là cacbon và selen, có công thức hóa học được quy định là CSe2. Hợp chất này tồn tại dưới dạng chất lỏng dầu màu vàng cam và có mùi hăng. Nó là một chất tương tự cacbon đisunfua (công thức CS2). Hợp chất nhạy sáng này không hòa tan trong nước và hòa tan trong dung môi hữu cơ.

## An toàn
Cacbon điselenide có áp suất hơi cao. Nó có mức độ độc hại vừa phải và có tiềm ẩn khả năng bị hít phải. Nó có thể nguy hiểm do vận chuyển màng dễ dàng. Hợp chất này phân hủy chậm trong kho (khoảng 1% mỗi tháng ở nhiệt độ -30 °C). Khi sản xuất thương mại, chi phí tạo nên sản phẩm hợp chất này là cao.
Hòa với không khí, cacbon điselenide giải phóng mùi cực kỳ khó chịu. Mùi của hợp chất này khiến một ngôi làng gần đó buộc phải di tản khi nó được tổng hợp lần đầu tiên vào năm 1936. Mùi hôi thối có thể được vô hiệu hóa bằng cách oxy hóa với chất tẩy trắng. Do mùi, các con đường tổng hợp các hợp chất liên quan được cải tiến để tránh sử dụng đến hợp chất này.